# Auguste Dartevelle
Auguste Dartevelle (Frasnes-lez-Couvin, 25 januari 1850 - Brussel, 4 september 1930) was een Belgisch senator.

## Levensloop
Notaris geworden, werd hij verkozen tot gemeenteraadslid (1887), schepen (1887-1894) en burgemeester (1894-1910) van Flavion.
In 1919 werd hij verkozen tot liberaal senator voor het arrondissement Dinant-Philippeville en oefende dit mandaat uit tot in 1921.